# Twierdzenie Sturma
Twierdzenie Sturma – twierdzenie pozwalające ustalić liczbę miejsc zerowych dowolnego wielomianu rzeczywistego w ustalonym przedziale, sformułowane przez Jacques’a Charles’a François Sturma. Jest to uogólnienie reguły znaków Kartezjusza, szacującej liczbę pierwiastków głównie wśród liczb dodatnich, ujemnych i w innych przedziałach otwartych (nieskończonych).

## Ciągi Sturma
Dla danego wielomianu
{\displaystyle f(x)=a_{n}x^{n}+\ldots a_{1}x+a_{0}}
Ciąg Sturma (wielomianu {\displaystyle f}) określony jest wzorami:
{\displaystyle {\begin{aligned}X_{0}&=X\\X_{1}&=X'\\X_{2}&=-\mathrm {rem} (X_{0},X_{1})\\X_{3}&=-\mathrm {rem} (X_{1},X_{2})\\&\;\;\vdots \\X_{r+1}&=-\mathrm {rem} (X_{r-1},X_{r}),\end{aligned}}}
gdzie {\displaystyle \operatorname {rem} (X,Y)} oznacza resztę z dzielenia wielomianu {\displaystyle X} przez {\displaystyle Y} oraz {\displaystyle r} jest taką liczbą naturalną, że {\displaystyle X_{r+1}=0.}
Innymi słowy, ciąg Sturma danego wielomianu {\displaystyle w} jest (skończonym) ciągiem reszt uzyskiwanych podczas stosowania algorytmu Euklidesa do odpowiednich wielomianów {\displaystyle X_{r}} jest największym wspólnym dzielnikiem wielomianu {\displaystyle X} oraz jego pochodnej. Jeżeli wielomian ten ma tylko pojedyncze pierwiastki, to {\displaystyle X_{r}} jest funkcją stałą.

## Twierdzenie Sturma
Niech {\displaystyle w(\xi )} będzie liczbą zmian znaku (nie liczy się zer) w ciągu Sturma:
{\displaystyle X_{0}(\xi ),X_{1}(\xi ),X_{2}(\xi ),\dots ,X_{r}(\xi ).}
Twierdzenie Sturma mówi, że dla dowolnych dwóch liczb rzeczywistych {\displaystyle a<b} które nie są pierwiastkami wielomianu {\displaystyle X} liczba różnych pierwiastków wielomianu w przedziale {\displaystyle [a,b]} jest równa
{\displaystyle |w(a)-w(b)|.}

## Zastosowania
Twierdzenie Sturma można wykorzystać do wyznaczenia liczby rzeczywistych pierwiastków dowolnego wielomianu. Wystarczy znaleźć taką liczbę {\displaystyle M,} że wszystkie pierwiastki wielomianu {\displaystyle X} leżą w przedziale {\displaystyle [-M,M];} za taką liczbę można wziąć np.
{\displaystyle M=\max\{1,\sum |a_{i}|\}.}